# Radek Dvořák
Radek Dvořák (* 9. března 1977 Tábor) je bývalý český hokejový útočník a trenér.

## Hráčská kariéra
Je odchovancem týmu HC Tábor. Roku 1995 byl draftován Floridou Panthers, která si jej vybrala jako v prvním kole jako celkově desátého. 30. prosince 1999 byl vyměněn do San Jose Sharks za Mika Vernona a možnost volby v 3. kole vstupního draftu 2000. Ještě ve stejném dni byl vyměněn do New York Rangers za Todda Harveye a možnost volby ve 4. kole vstupního draftu 2000. V NHL prošel kromě Floridy také týmy New York Rangers, Edmonton Oilers, St. Louis Blues, Atlanta Thrashers, Dallas Stars, Anaheim Ducks a Carolina Hurricanes. 7. prosince 2009 odehrál v dresu Florida Panthers svůj 1000. zápas v NHL jako 5. český hráč v historii
Za Carolinu hrál naposledy v sezóně 2013/2014, po ukončení smlouvy na konci ročníku zůstal bez angažmá. V lednu 2015 oficiálně ukončil sportovní kariéru. V roce 2016 trénoval na Floridě šestileté děti, učil je úplným základům hokeje.

## Rodina
Radek Dvořák je ženatý, s manželkou Irenou mají dva syny Adama a Alexe.

## Ocenění a úspěchy
- 2004 MS – Nejlepší nahrávač
- 2005 1.ČHL – Nejlepší nahrávač v playoff
- 2005 Postup s týmem HC České Budějovice do ČHL

## Prvenství

### ČHL
- Debut – 12. října 1993 (HC Olomouc proti HC České Budějovice)
- První gól – 31. ledna 1995 (HC Dadák Vsetín proti HC České Budějovice, brankáři Romanu Čechmánkovi)
- První asistence – 3. února 1995 (HC České Budějovice proti HC Dukla Jihlava)

### NHL
- Debut – 7. října 1995 (New Jersey Devils proti Florida Panthers)
- První asistence – 11. října 1995 (Florida Panthers proti Montreal Canadiens)
- První gól – 2. listopadu 1995 (Philadelphia Flyers proti Florida Panthers, brankáři Dominicu Rousselovi)
- První hattrick – 31. ledna 2000 (New York Rangers proti Nashville Predators)

## Klubová statistika
| Sezóna       | Klub                | Soutěž       |      | Základní část | Základní část | Základní část | Základní část | Základní část |   | Play off | Play off | Play off | Play off | Play off |
| Sezóna       | Klub                | Soutěž       | Z    | G             | A             | B             | TM            | Z             | G | A        | B        | TM       |          |          |
| 1993–94      | HC České Budějovice | ČSHL-18      | 20   | 17            | 18            | 35            | —             | —             | — | —        | —        | —        |          |          |
| 1993–94      | HC České Budějovice | ČHL          | 8    | 0             | 0             | 0             | 0             | —             | — | —        | —        | —        |          |          |
| 1994–95      | HC České Budějovice | ČHL          | 10   | 3             | 5             | 8             | 2             | 9             | 5 | 1        | 6        | 2        |          |          |
| 1995–96      | Florida Panthers    | NHL          | 77   | 13            | 14            | 27            | 20            | 16            | 1 | 3        | 4        | 0        |          |          |
| 1996–97      | Florida Panthers    | NHL          | 78   | 18            | 21            | 39            | 30            | 3             | 0 | 0        | 0        | 0        |          |          |
| 1997–98      | Florida Panthers    | NHL          | 64   | 12            | 24            | 36            | 33            | —             | — | —        | —        | —        |          |          |
| 1998–99      | Florida Panthers    | NHL          | 82   | 19            | 24            | 43            | 29            | —             | — | —        | —        | —        |          |          |
| 1999–00      | Florida Panthers    | NHL          | 35   | 7             | 10            | 17            | 6             | —             | — | —        | —        | —        |          |          |
| 1999–00      | New York Rangers    | NHL          | 46   | 11            | 22            | 33            | 10            | —             | — | —        | —        | —        |          |          |
| 2000–01      | New York Rangers    | NHL          | 82   | 31            | 36            | 67            | 20            | —             | — | —        | —        | —        |          |          |
| 2001–02      | New York Rangers    | NHL          | 65   | 17            | 20            | 37            | 14            | —             | — | —        | —        | —        |          |          |
| 2002–03      | New York Rangers    | NHL          | 63   | 6             | 21            | 27            | 16            | —             | — | —        | —        | —        |          |          |
| 2002–03      | Edmonton Oilers     | NHL          | 12   | 4             | 4             | 8             | 14            | 4             | 1 | 0        | 1        | 0        |          |          |
| 2003–04      | Edmonton Oilers     | NHL          | 78   | 15            | 35            | 50            | 26            | —             | — | —        | —        | —        |          |          |
| 2004–05      | HC České Budějovice | 1.ČHL        | 32   | 23            | 35            | 58            | 18            | 11            | 3 | 9        | 12       | 12       |          |          |
| 2005–06      | Edmonton Oilers     | NHL          | 64   | 8             | 20            | 28            | 26            | 16            | 0 | 2        | 2        | 4        |          |          |
| 2006–07      | St. Louis Blues     | NHL          | 82   | 10            | 27            | 37            | 48            | —             | — | —        | —        | —        |          |          |
| 2007–08      | Florida Panthers    | NHL          | 67   | 8             | 9             | 17            | 16            | —             | — | —        | —        | —        |          |          |
| 2008–09      | Florida Panthers    | NHL          | 81   | 15            | 21            | 36            | 42            | —             | — | —        | —        | —        |          |          |
| 2009–10      | Florida Panthers    | NHL          | 76   | 14            | 18            | 32            | 20            | —             | — | —        | —        | —        |          |          |
| 2010–11      | Florida Panthers    | NHL          | 53   | 7             | 14            | 21            | 20            | —             | — | —        | —        | —        |          |          |
| 2010–11      | Atlanta Thrashers   | NHL          | 13   | 0             | 1             | 1             | 4             | —             | — | —        | —        | —        |          |          |
| 2011–12      | Dallas Stars        | NHL          | 73   | 4             | 17            | 21            | 12            | —             | — | —        | —        | —        |          |          |
| 2012–13      | HC Davos            | NLA          | 7    | 3             | 4             | 7             | 2             | 7             | 1 | 1        | 2        | 2        |          |          |
| 2012–13      | Anaheim Ducks       | NHL          | 9    | 4             | 0             | 4             | 2             | —             | — | —        | —        | —        |          |          |
| 2013–14      | Carolina Hurricanes | NHL          | 60   | 4             | 5             | 9             | 41            | —             | — | —        | —        | —        |          |          |
| Celkem v NHL | Celkem v NHL        | Celkem v NHL | 1260 | 227           | 363           | 590           | 449           | 39            | 2 | 5        | 7        | 4        |          |          |

## Reprezentace
- Premiéra v reprezentaci – 22. dubna 1999, Česko – Rusko.

| Rok                       | Tým                       | Soutěž                    | Z  | G  | A  | B  | TM |
| ------------------------- | ------------------------- | ------------------------- | -- | -- | -- | -- | -- |
| 1994                      | Česko 18                  | MEJ                       | 5  | 2  | 3  | 5  | 6  |
| 1995                      | Česko 18                  | MEJ                       | 5  | 4  | 3  | 7  | 6  |
| 1999                      | Česko                     | MS                        | 10 | 4  | 4  | 8  | 6  |
| 2001                      | Česko                     | MS                        | 9  | 4  | 4  | 8  | 8  |
| 2002                      | Česko                     | OH                        | 4  | 0  | 0  | 0  | 0  |
| 2004                      | Česko                     | MS                        | 7  | 0  | 7  | 7  | 16 |
| 2004                      | Česko                     | SP                        | 4  | 1  | 0  | 1  | 0  |
| 2005                      | Česko                     | MS                        | 9  | 1  | 1  | 2  | 4  |
| Juniorská kariéra celkově | Juniorská kariéra celkově | Juniorská kariéra celkově | 10 | 6  | 6  | 12 | 12 |
| Seniorská kariéra celkově | Seniorská kariéra celkově | Seniorská kariéra celkově | 43 | 10 | 16 | 26 | 34 |